# Когалы (озеро)
Когалы (каз. Қоғалы) — озеро в Мендыкаринском районе Костанайской области Казахстана. Находится в 4 км к северо-западу от села Красная Пресня.
По данным топографической съёмки 1958 года, площадь поверхности озера составляет 1,1 км². Наибольшая длина озера — 1,4 км, наибольшая ширина — 1 км. Длина береговой линии составляет 4,2 км, развитие береговой линии — 1,12. Озеро расположено на высоте 90,6 м над уровнем моря.